# Dolors López Ortega
Dolors López Ortega (Tortosa, Baix Ebre, 14 d'abril de 1966) és una política catalana, diputada al Parlament de Catalunya en la VIII legislatura
Llicenciada en història per la Universitat Nacional d'Educació a Distància (UNED), treballa com a agent d'assegurances. Militant de Partit dels Socialistes de Catalunya des del 1984, n'ha estat membre de l'executiva. És presidenta de l'associació de municipis europeus per al desenvolupament sostenible dels rius TRRE de RIVIER.
Fou escollida regidora de l'ajuntament de Tortosa a les eleccions municipals espanyoles de 1999 i 2003, on fou presidenta de la Comissió Informativa de Participació ciutadana i Descentralització.
En 2007 va substituir en el seu escó Xavier Sabaté i Ibarz, qui havia estat elegit diputat a les eleccions al Parlament de Catalunya de 2006. De 2007 a 2010 ha estat secretària de la Mesa de la Comissió d'Estudi de la Situació de les Persones amb Discapacitats del Parlament de Catalunya.